# ジェシー・モス
ジェシー・モス（Jesse Moss、1983年5月4日 - ）は、カナダの俳優。

## 出演作品
- メタル・トランスフォーム
- シード・オブ・デストラクション
- 沈黙の絆
- タッカーとデイル　史上最悪にツイてないヤツら
- ゲスト
- バトル・オブ・マジック　マーリンと魔法の神々
- 初体験：ハイスクール・チェリーパイ
- アンドロメダ・ストレイン（ジェフ・メーガン）
- ファイナル・デッドコースター
- ジンジャー　スナップス